# Bund für deutsche Schrift und Sprache
Der Bund für deutsche Schrift und Sprache (BfdS) ist ein Sprachverein, der sich laut Eigendefinition der Pflege und der Erhaltung der deutschen Schriften sowie der deutschen Sprache als Kulturgut widmet.

## Geschichte
1918 wurde der Verein als „Bund für deutsche Schrift“ gegründet. Er führte sogleich eine eigene Vereinszeitschrift ein. In den Jahren 1922 und 1923 wurde das Erscheinen der Zeitschrift unterbrochen; 1927 erhielt sie ihren heutigen Titel Die deutsche Schrift. Vorgängervereinigungen, die 1918 im Bund für deutsche Schrift aufgingen, waren unter anderem der Schriftbund deutscher Hochschullehrer e. V. und die Vereinigung der Freunde deutscher Schrift e. V.
Der Bund für deutsche Schrift gab sich zwar schon zur Zeit der Weimarer Republik als unpolitische Organisation. Dennoch lässt sich aus seinen Veröffentlichungen zur Zeit des Nationalsozialismus eine national-konservative Gesinnung ablesen. Man sah in der NSDAP den Problemlöser der Schriftfrage.
Verein und Zeitschrift wurden 1941 nach dem – für den Verein überraschenden – Frakturverbot der nationalsozialistischen Diktatur aufgelöst. Es kam zum Verbot der deutschen Schriften und zur allgemeinen Einführung der Antiqua als sogenannter Normalschrift.
1951 nahm der Bund seine Tätigkeit wieder auf, 1951 wurde auch die Zeitschrift Die deutsche Schrift wieder aufgelegt, die seit 1984 durchgängig vierteljährlich erscheint.
1989 wurde der Name des Vereins in „Bund für deutsche Schrift und Sprache“ abgeändert.
Seit dem Jahr 1998 hat der Bund den Status eines eingetragenen Vereins (e. V.) und ist als gemeinnützig anerkannt.

## Logo

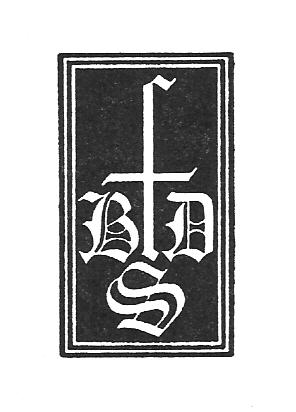
Logo des BfdS ungefähr von 1930 bis 1981

Absenderangaben des BfdS auf einem Brief mit dem Logo

Das ursprüngliche Logo des Bundes wurde um 1927 vom Berliner Werbegraphiker Georg Wagner entworfen und zeigte die Frakturbuchstaben B, f, D und S auf schwarzem Hintergrund. Seit 1982 wird als Logo die S-Versalie der Schriftart Manuskript-Gotisch in der Farbe HKS 33 (Veilchen) verwendet. Der Bund gibt an, dieses Zeichen sei „wohl der prächtigste Buchstabe, den wir in unseren sämtlichen Druckschriften überhaupt haben, eine königliche Gestalt mit Zepter und weitgeschwungenem Mantel“.

## Stiftung Deutsche Schrift
Der BfdS verwaltet seit 1993 in der „Stiftung Deutsche Schrift“ ein Sondervermögen. Der Zweck der Stiftung ist die „Erhaltung, Förderung und Verbreitung“ der gebrochenen Schriftarten:
1. Druckschriften: Gotisch, Schwabacher, Fraktur;
2. Schreibschriften:  deutsche Kurrentschrift, Sütterlinschrift, Offenbacher Schrift

Die Stiftung vergibt dazu Förderpreise für typografische Arbeiten, die ausschließlich oder überwiegend in diesen Schriftarten gestaltet sind.

## Positionen
Die Veröffentlichungen des Bundes sind im Wesentlichen politisch neutral gehalten, haben aber häufig einen nationalistischen Tenor. Sie haben die deutsche Schrift- und Sprachkultur zum Inhalt (in Form von Sprachpflege und Sprachkritik), dies auch im Kontext zu Entwicklungen und Schwierigkeiten bei anderen Kulturen und Völkern.
Der BfdS steht der Rechtschreibreform von 1996 kritisch gegenüber und nennt diese einen „Angriff auf die deutsche Sprache“. Im Zusammenhang mit der umstrittenen Rechtschreibreform beziehen sich die Publikationen u. a. auf die Arbeit des Reformgegners Theodor Ickler.

## Aktivitäten
Der Bund ist auch immer wieder auf jährlich wiederkehrenden Veranstaltungen wie der Leipziger Buchmesse mit einem Stand vertreten, wo er in Fraktur gesetzte Werke über Schriftgeschichte oder Typographie ausstellt. Ebenso war der Bund schon mehrmals auf dem Sudetendeutschen Tag anwesend.

### Unicode-gerechte Norm für Zusatzzeichen (UNZ)
Im Fraktursatz sind mehr Ligaturen etc. üblich, als im Unicode-Standard definiert wurden; mit Erweiterungen von Unicode ist bzgl. Ligaturen nicht mehr zu rechnen.
Damit im Fraktursatz Schriften einfach ausgetauscht werden können, ist es in Programmen ohne OpenType-Unterstützung für das automatische Setzen von Ligaturen notwendig, dass Ligaturen in jedem Font mit derselben Nummer kodiert werden. Hierfür empfiehlt der BfdS den Schriftentwicklern seine 2008 veröffentlichte „Unicode-gerechte Norm für Zusatzzeichen“ Ausgabe 1 (UNZ-1). Durch Anhängen eines weiteren Buchstabens an UNZ-1 wird definiert, welchen Ausbauumfang eine Schrift hat. Die Bezeichnung bspw. UNZ-1A bzw. U1A sollte im Namen des Fonts, der diesen Standard unterstützt, enthalten sein.
Die in UNZ-1 definierten Kodierungen sind für Buchstaben und Ligaturen in gebrochenen Schriften, Antiquas und Kurrentschriften eine Untermenge der Kodierung spezieller lateinischer Schriftzeichen der Medieval Unicode Font Initiative (MUFI), die über die für den heutigen Gebrauch nötigen Zeichen in UNZ-1 weitere, für die Wiedergabe historischer Dokumente nötige Zeichen definiert. Des Weiteren sind in UNZ-1 für Kurrentschriften weitere, in MUFI nicht enthaltene Zeichen definiert, die für verbundene Schreibschriften ohne OpenType-Unterstützung nötig sind. Die Zeichen, die nicht schon in Unicode-Standard enthalten sind, werden in der Private Use Area kodiert.
Auf UNZ-1 abgestimmt werden Hilfsprogramme etc. zur Eingabe empfohlen.

## Kritik
Der Verein wird dem stark rechtskonservativen Spektrum zugeordnet. Daher erfährt die Einstufung als „gemeinnützig“ deutliche Kritik. Erwähnt wurde zudem eine Überschneidung zu der rechtsextremen Weltanschauungsgemeinschaft Bund für Deutsche Gotterkenntnis.

## Veröffentlichungen
- Bundesnachrichten des BfdS, 1921–1926
- Die deutsche Schrift, 1927–1940; 1951 ff.